# Displasia dell'anca
La displasia dell'anca, conosciuta anche come lussazione congenita dell'anca (LCA) o displasia congenita dell'anca (DCA), è uno sviluppo anomalo dell'articolazione dell'anca che porta gradualmente la testa del femore a dislocarsi dalla cavità acetabolare. Ha inizio in epoca fetale e, se non trattata, evolve durante i primi anni di vita con esiti permanenti e invalidanti. Per questo suo carattere evolutivo, è definita anche displasia evolutiva dell'anca (Developmental Dysplasia of the Hip - DDH).

## Epidemiologia
L'incidenza epidemiologica della displasia dell'anca varia dallo 0,7% al 2,5% dei nati vivi tra i caucasoidi, è bilaterale in una percentuale che varia dal 20% al 45% dei casi. Il rapporto Maschi/Femmine è di circa 1/6 ed è ammessa una familiarità. Può associarsi a gravi malformazioni congenite o sindromi. In Italia l'incidenza media è di circa l'1‰ e le zone a maggiore incidenza sono la pianura padana, la Puglia e l'Emilia, mentre è quasi assente in Sicilia e Sardegna.
Nel mondo, popolazioni a bassissima incidenza sono i lapponi e le persone di origine africana.
Secondo alcuni autori la localizzazione più frequente sarebbe a sinistra, a causa della posizione intrauterina del feto che determina un'adduzione forzata dell'anca sinistra per via della stretta vicinanza col rachide lombosacrale materno. La condizione è otto volte più frequente nelle donne rispetto ai maschi.
I nativi americani hanno maggiori probabilità di avere una dislocazione dell'anca congenita rispetto a qualsiasi altra popolazione. Il rischio per i nativi americani è di circa 25-50 su 1000. La frequenza complessiva della displasia dello sviluppo dell'anca è di circa 1 caso ogni 1000 individui; tuttavia, Barlow riteneva che l'incidenza dell'instabilità dell'anca nei neonati potesse arrivare a 1 caso ogni 60 nati.

## Storia
La stecca del cuscino Frejka prende il nome dal Dr. Bedrich Frejka (1890-1972), un chirurgo ortopedico ceco. L'imbracatura Pavlik porta il nome del Dr. Arnold Pavlik (1902-1962), anche lui chirurgo ortopedico ceco.

## Eziologia
La displasia dell'anca è causata da un'interazione tra predisposizione genetica e fattori ambientali.

### Predisposizione genetica
Secondo la più recente teoria, elaborata da Wynne-Davies, la displasia dell'anca è da considerarsi una malattia ereditaria a carattere poligenico. La probabilità che un neonato sia portatore di displasia dell'anca è pari a:
- 6% se i genitori sono normali e vi è un fratello/sorella colpito/colpita;
- 12% se vi è un genitore colpito ma nessun fratello/sorella;
- 36% se vi sono un genitore e un fratello/sorella colpiti.

Secondo alcuni autori, la maggiore incidenza di displasia dell'anca nel sesso femminile sarebbe da attribuire a un maggior numero di recettori per l'ormone relaxina, normalmente secreto dalla madre al termine della gravidanza. Questo ormone ha il compito di diastasare (allargare) la sinfisi pubica per facilitare il passaggio del feto lungo il canale del parto. Il maggior numero di recettori nelle femmine potrebbe favorire una maggiore lassità dei mezzi di fissità articolare.

### Fattori ambientali
Tra i fattori ambientali che favorirebbero l'insorgenza di displasia dell'anca rientrano tutti quei fattori che concorrono a ridurre lo spazio libero attorno al feto, obbligandolo ad una adduzione forzata delle anche:
- primogenitura (i muscoli addominali della madre sono meno elastici);
- gemellarità;
- oligoidramnios / anidramnios;
- presentazione podalica.
- macrosomia fetale

## Patogenesi
Esistono due teorie maggiormente accreditate in letteratura: la teoria della displasia acetabolare e la teoria della lassità capsulo-legamentosa.

### Teoria della displasia acetabolare
La testa del femore, deformando la cavità acetabolare per via della ridotta resistenza della sua cartilagine, perde i normali rapporti anatomici e si disloca.

### Teoria della lassità capsulo-legamentosa
La lassità dei mezzi di fissità favorisce la dislocazione della testa del femore.

## Anatomia patologica
La displasia dell'anca è classificata in base ai rapporti che la testa del femore contrae con l'acetabolo e alle alterazioni graduali indotte dalla perdita dei normali rapporti anatomici.

### Classificazione di Dunn
- Stadio 1: Displasia o Anca instabile (caratterizzata da un acetabolo ovalizzato)
- Stadio 2: Sublussazione
- Stadio 3: Lussazione Franca
- Stadio 4: Lussazione con formazione di neucotile (o neoacetabolo)

Il 98% dei neonati affetti mostra una lesione di stadio 1.

### Alterazioni osteo-cartilaginee
1. Ipoplasia dell'acetabolo per assenza della testa femorale.[3]
2. Creazione di una doccia di migrazione sulla fossa iliaca esterna lungo il percorso di dislocazione della testa femorale.[3]
3. Formazione di un neocotile (o neoacetabolo) sulla fossa iliaca esterna dove si ferma la testa femorale.[3]
4. Modificazione della normale anatomia del collo femorale.[3]

### Alterazioni muscolo-tendinee
1. Accorciamento e contrattura dei muscoli adduttori e ileopsoas.[3]

### Alterazioni capsulo-legamentose
1. Ipertrofia e allungamento della capsula articolare e del legamento rotondo.[3]
2. Rottura del legamento rotondo (in caso di lussazioni grave non trattate).[3]

### Alterazioni delle parti molli
1. Ipertrofia del pulvinar (cuscinetto di tessuto adiposo normalmente interposto tra testa del femore e fondo dell'acetabolo).[3]

## Clinica
La clinica della displasia dell'anca cambia a seconda dell'età del paziente. L'esame obiettivo e l'anamnesi sono utili per indurre un primo sospetto.

### Segni e sintomi
I segni e sintomi della displasia dell'anca sono variabili a seconda del grado di Dunn e dell'età del paziente.

#### Neonato
Il principale segno clinico in epoca neonatale è il segno dello scatto in entrata, apprezzabile attraverso l'esecuzione della manovra di Ortolani, che causa la riduzione della sublussazione dell'anca (grado 2 secondo Dunn), col femore che ritorna all'interno dell'acetabolo.
In caso di negatività alla manovra di Ortolani, potrebbe apprezzarsi il segno dello scatto in uscita attraverso l'esecuzione della manovra di Barlow, che induce dislocazione della testa femorale in caso di displasia dell'anca grado 1 secondo Dunn.

#### Bambino prima della deambulazione
La naturale evoluzione della patologia verso lo stadio 3 secondo Dunn e l'aumento della massa muscolare portano a negativizzazione delle manovre di Ortolani e Barlow. In questa fase è possibile notare una riduzione dell'abduzione delle anche, l'asimmetria delle pliche cutanee glutee e un atteggiamento in extrarotazione dell'arto.

#### Bambino durante la deambulazione
I bambini con anca francamente lussata potrebbero iniziare a deambulare più tardi. In questo periodo si potrebbero evidenziare una contrattura dei muscoli adduttori, il segno di Galeazzi e il segno di Trendelemburg.

#### Adulto
Nell'adulto si possono verificare, in caso di anca permanentemente lussata, iperlordosi lombare e valgismo del ginocchio; in caso di displasia, con femore alloggiato nel neocotile, compare coxartrosi precoce, caratterizzata dalla grave limitazione della rotazione esterna e per l'importante accorciamento dell'arto.

## Esami strumentali
L'ecografia delle anche e la radiografia del bacino sono gli esami strumentali che aiutano a porre la diagnosi di displasia dell'anca.

### Ecografia delle anche
Consente di fare diagnosi precoce. Il periodo migliore per eseguire l'ecografia è dal secondo al terzo mese di vita.
L'esame dovrebbe essere eseguito su tutti i neonati, specie su quelli che presentano fattori di rischio o una manovra di Ortolani o di Barlow positiva.
L'ecografia va eseguita dopo la 6ª settimana ed entro la 12ª settimana di vita extrauterina. La diagnosi di displasia, accertata entro i primi giorni di vita, può essere risolta con terapie di pochi mesi.

#### Metodo di Graf
L'esame viene eseguito con sonde lineari e con frequenze che dipendono dall'età e dalla costituzione del bambino. Il "metodo di Graf" si sviluppa attraverso quattro fasi principali (ricerca della sezione frontale standard, giudizio morfologico, giudizio quantitativo, stadiazione).
Durante l'esame si devono poter localizzare i punti fondamentali (margine cotiloideo, margine ileale inferiore nella profondità dell'acetabolo, labbro acetabolare fibroso e inserzione della capsula sul profilo laterale dell'ileo).
Il giudizio morfologico prende in considerazione: la conformazione scheletrica dell'acetabolo (buona, scarsa o insufficiente); la forma del margine cotiloideo (angolato, arrotondato o appiattito); lo spessore della cartilagine acetabolare (sottile, spessa o spostata). Sulla base di questi parametri l'anca può essere definita "normale", "displasica" o "decentrata".
Per il giudizio quantitativo (misura dell'anca) devono essere considerate tre linee e gli angoli che formano tra loro:
- la prima linea va dal punto di inserzione della capsula fino al margine cotiloideo ("linea di base");
- la seconda linea è la tangente al margine ileale inferiore e al margine cotiloideo ("linea acetabolare");
- la terza linea è quella tra il margine cotiloideo ed il centro degli echi del labbro acetabolare ("linea dell'asse cartilagineo").
- L'angolo osseo alfa è quello compreso tra linea di base e linea acetabolare: i suoi valori rispecchiano la situazione dell'acetabolo osseo, cioè il grado di maturazione scheletrica dell'anca.[11]
- L'angolo cartilagineo beta è compreso tra la linea di base e la linea dell'asse cartilagineo e dà un'idea quantitativa della situazione dell'acetabolo cartilagineo, che, nel processo displasico, presenta delle variazioni di spessore, per compensare l'eventuale difetto di maturazione scheletrica dell'anca.[11]

In base all'angolo alfa si possono definire quattro gruppi principali:
- anche normali (stadio 1A, 1B), con angolo alfa maggiore di 60°;
- anche displasiche (stadio 2A+,2A-,2B), con angolo alfa tra 50° e 60°;
- anche critiche e "decentering hips" (stadio 2C, D), con angolo alfa tra 43° e 49°;
- anche decentrate (stadio 3A, 3B), con angolo alfa minore di 43°.

Molto rare sono le anche di stadio 4 ("femore calvo"), in cui non è possibile effettuare una misurazione, poiché i punti di repere non sono più rilevabili per la marcata lussazione e deformazione del margine cotiloideo e del labbro acetabolare.
In base all'angolo beta, le anche si possono ancora suddividere in "centrate" e "decentrate". Il valore critico è quello di 77°(passaggio tra anca critica 2C e anca che sta per decentrare D).

#### Tecnica dinamica di Harcke
Sono state proposte tecniche alternative al metodo di Graf, ritenuto più morfologico che funzionale: tra queste la più nota è la "tecnica dinamica di Harcke" (Hip Dynamic Sonography), che viene eseguita per lo più in casi patologici, già selezionati clinicamente o ecograficamente, in preparazione alla terapia, per lo studio dei rapporti tra testa femorale ed acetabolo e per dimostrare un'instabilità dell'anca. La tecnica di Graf viene tuttavia in genere preferita in quanto più semplice da eseguire e inoltre più costante nei risultati.
L'esame consiste in quattro sezioni ecografiche principali,
- Sezione coronale neutra (simile alla sezione frontale standard di Graf);
- Sezione coronale in flessione (prese nella parte intermedia e in quella posteriore dell'acetabolo);
- Sezione trasversa in flessione;
- Sezione trasversa neutra.

### Radiografia del bacino
La radiografia del bacino consente di fare diagnosi tardiva di displasia dell'anca durante l'epoca precedente alla deambulazione ma non in epoca neonatale. La diagnosi è confermata dal ritrovamento della triade di Putti.
Per ulteriori dettagli puoi consultare: Diagnosi radiologica della displasia dell'anca.

## Terapia
Il trattamento della displasia dell'anca è strettamente dipendente dal grado di gravità della patologia. L'esito è tanto favorevole quanto più la terapia è precoce.

### Trattamento della displasia
L'applicazione di un tutore ortopedico che mantenga l'anca abdotta per pochi mesi è la strategia più usata per garantire il corretto sviluppo dell'articolazione.

### Trattamento della sublussazione e della lussazione
Per una risoluzione del quadro è necessario, come primo intervento, ricostituire i normali rapporti anatomici, abbassando la testa femorale e successivamente ottenendo la riduzione della testa femorale all'interno dell'acetabolo. Tuttavia non c'è ancora consenso su quale sia la migliore strategia da adottare per ridurre le complicanze della riduzione che sono rappresentate soprattutto dalla possibile necrosi ischemica della testa del femore.
In caso di lussazione "alta" della testa del femore, l'approccio più usato per ottenere l'abbassamento della testa femorale è la trazione a cerotto, previo ancoraggio del paziente al letto mediante gessatura di entrambi gli arti inferiori: la trazione è ottenuta in modo graduale e monitorata attraverso controlli radiografici.
Una volta ottenuto l'abbassamento si passa alla riduzione della testa femorale: se non ci sono strutture anatomiche che ostacolano la riduzione si procede, previo manovra ortopedica di riduzione incruenta, all'applicazione di un apparecchio gessato che mantenga l'anca flessa a 100° e abdotta di circa 65°. La durata del trattamento non è standard, ma dipende dalla risposta del paziente. Il trattamento andrà verificato mediante esecuzione di esame radiografico; se ci sono ostacoli alla riduzione è necessario procedere alla loro rimozione chirurgica prima dell'applicazione dell'apparecchio gessato. Dopo si passa all'applicazione di un tutore per altri 2-3 mesi.

## Società e cultura
Nel programma televisivo "ER", Kerry Weaver usa una stampella a causa di displasia dell'anca congenita. Nella stagione 12, subisce una sostituzione dell'anca per curare la sua displasia quando l'articolazione precedentemente non trattata peggiora.